# Jean-Baptiste Lallemand

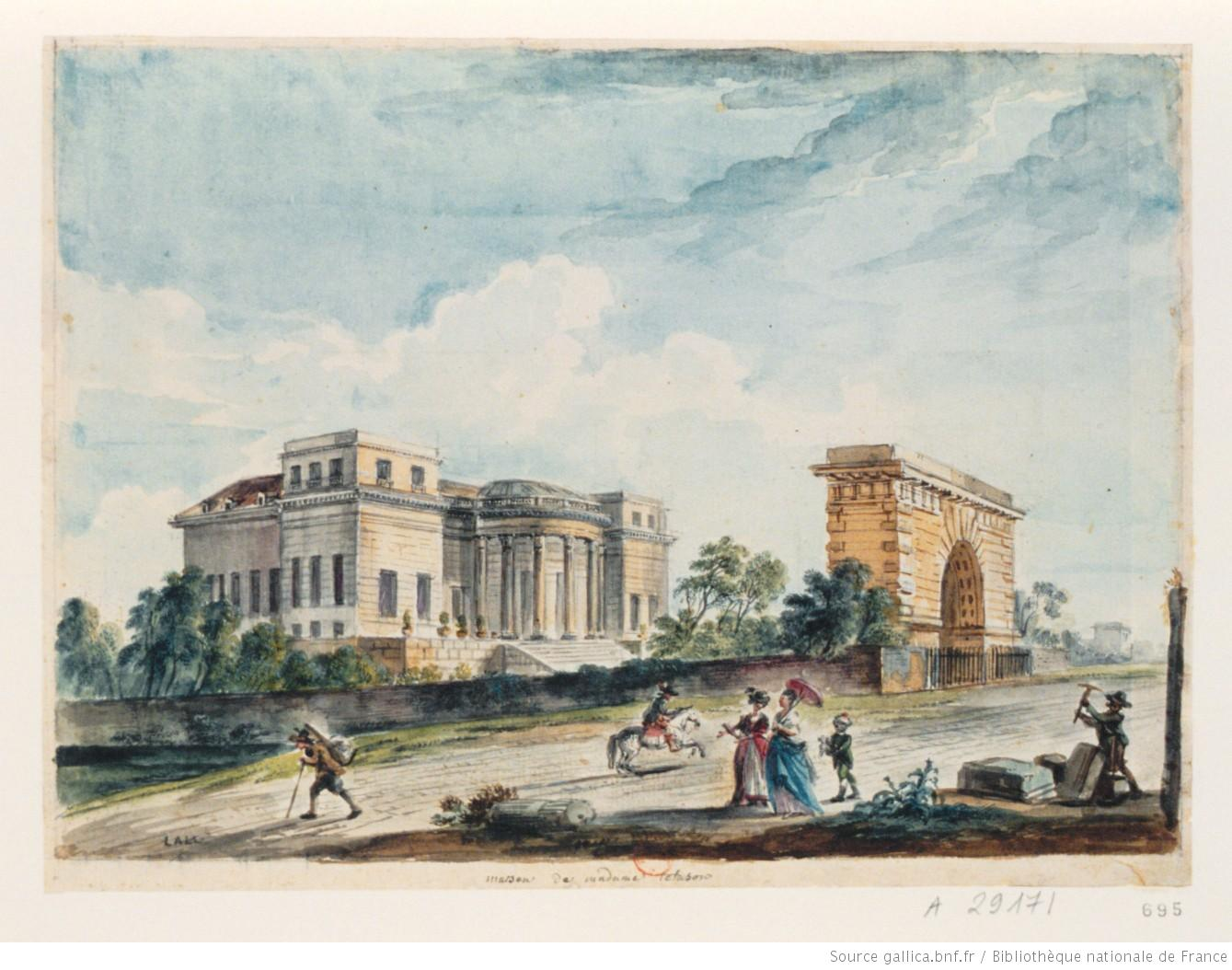
Jean-Baptiste Lallemand: Hôtel de Thellusson

Jean-Baptiste Lallemand (* 17. August 1716 in Dijon oder in Reims; † 1803 in Paris), der seine Werke auch Lallemant signierte, war ein französischer Maler. Er schuf hauptsächlich Landschaftsgemälde, widmete sich aber auch der Genremalerei. Er ist nicht zu verwechseln mit Georges Lallemant (1575/80–1636).    
Lallemand wurde nach einem Aufenthalt in Italien Mitglied der Académie de Saint-Luc.

## Werksauswahl
Das Musée des Beaux-Arts in Dijon besitzt mehrere seiner Werke.
- um 1790/1795: "L'arrestation du gouverneur de la Bastille, le 14 juillet 1789", Öl auf Leinwand, 63 × 80 cm, Vizille, Musée de la Révolution française
- "Le Pillage de l'Hôtel des Invalides 1789", Öl
- "La pyramide de Cajus Cestius à Rome"
- "La cuisine bourgeoise"
- "Vue de la ville et du port de Rouen, prise du faubourg Saint-Sever", Zeichnung
- "Vue de la porte Saint-Maclou, des anciennes caves et du cours, près le jardin des plantes à Rouen", Zeichnung, gestochen von François Denis Née (1732–1817)
- "Vue d'une partie de la ville de Rouen et des promenades du vieux palais, prise du faubourg Saint-Sever", Zeichnung, gestochen von François Denis Née
- "Vue de la bourse de Rouen, prise de la porte Arangrie", Zeichnung, gestochen von François Denis Née
- "Deuxième vue de la bourse de la ville de Rouen", Zeichnung, gestochen von Franiois Denis Née
- "Vue des salines de Lons-le-Saulnier, en Franche-Comté", gestochen von Claude Mathieu Fessard (* 1740)